# IGroove
iGroove ist eine unabhängige Musikvertriebsplattform, die 2013 gegründet wurde. Sie bietet Musikern und Musiklabels die Möglichkeit unabhängig von Plattenfirmen ihre Musik über Plattformen wie Spotify, iTunes, Apple Music, Amazon Music, Google Play Music, YouTube Music, Tidal, Deezer und viele weitere anzubieten.
Die iGroove AG hat ihren Sitz in Freienbach in der Schweiz.

## Geschichte
iGroove wurde 2013 von Dennis Hausammann, Moris Marchionna und Géraldine Allemann gegründet. Nachdem sie als Musiker selbst schlechte Erfahrungen mit Labels und Vertrieben und deren hohen Margen gemacht hatten, wollten sie mit iGroove eine faire Lösung für Musiker entwickeln. Diese bezahlen pro Release eine einmalige Gebühr und erhalten anschließend 92 % der erzielten Einnahmen, wobei sie alle Rechte an ihrer Musik behalten. Das steht im Gegensatz zur dominierenden Plattform Spotify, die ihren Künstlern pro abgespielten Song im Schnitt 0,00437 Dollar bezahlt. Schon früh erhielt iGroove Unterstützung durch Microsoft und deren Microsoft Ventures Programm. Später kam es kurzfristig zu einer rechtlichen Auseinandersetzung mit Microsoft wegen der namentlichen Ähnlichkeit zu deren unterdessen eingestellten Streamingdienst Groove Music.
Erste große Erfolge feierte iGroove mit dem Rapper Xen, dessen Album vor allem dank SMS-Verkäufen auf Platz 4 der Schweizer Hitparade einstieg. Fortan setzten immer mehr Schweizer Musiker und auch Independent Labels auf iGroove, woraufhin man als nächsten Schritt nach Deutschland und Österreich expandierte. Da iGroove neben den fairen Konditionen vor allem auf eine persönliche Betreuung setzt, entschied man 2016, dass Musiker sich für einen Account bewerben müssen. Dies begründete das Unternehmen damit, dass sie lieber weniger Kunden haben, sich dafür für diese genügend Zeit nehmen können. 2019 wurde ihre Vertriebsplattform von igroovenext.com zu igroovemusic.com umbenannt.
Seit Anfang 2020 ist Kool Savas als A&R Director bei iGroove tätig.

## Dienstleistungen
Neben dem weltweiten Vertrieb in alle wichtigen Streaming- und Downloadshops bietet iGroove auch den physischen Vertrieb in der Schweiz an. Zudem umfasst ihr Angebot diverse Musikpromotions- und Marketing-Tools. Mit smstracks.com betreibt iGroove außerdem einen eigenen Downloadshop, bei welchem die Musik neben den gängigen Zahlungsmitteln auch per SMS gekauft werden kann.
Mithilfe einer Software kann zudem der Marktwert von Songs berechnet und so die künftigen Einnahmen von Künstlern vorhergesagt werden. Die dabei errechnete Summe kann sich ein Künstler als Vorschuss auszahlen lassen. Zudem kann der Marktwert eines Künstlers somit bestimmt werden. Des Weiteren können Dritte in Vorschusszahlungen investieren, wodurch Jungtalente gefördert werden sollen.

## Technik
iGroove setzt auf eine selbstentwickelte Vertriebssoftware, welche sie auch an verschiedene Mitbewerber lizenziert hat.

## Künstler, die über iGroove ihre Musik vertreiben (Auszug)
iGroove vertreibt nach eigenen Angaben über 3.000 Künstler, hauptsächlich aus Deutschland, der Schweiz und Österreich.
Hier eine Auswahl von Künstlern, deren Musik über iGroove vertrieben wird:
Deutschland:
- Nate57
- Kitty Kat
- Bizzy Montana
- C Arma
- Fousy
- Groove Coverage
- Calo
- Neo Unleashed
- Julien Bam
- Kool Savas
- Bushido
- Kollegah

Schweiz:
- Lo & Leduc
- Nemo
- Florian Ast
- Baze
- Tommy Vercetti, Dezmond Dez & CBN
- Schwiizergoofe
- Def Cut
- Volxrox

Österreich:
- Chakuza